# جيونيمز
جيونيمز (بالإنجليزية: GeoNames)‏ هي قاعدة بيانات جغرافية متاح الوصول إليها من خلال مختلف الخدمات على شبكة الإنترنت ، تحت ترخيص المشاع الإبداعي.

## قاعدة بيانات وخدمات الويب
تحتوي قاعدة البيانات جيونيمز على أكثر من 10,000,000 اسم جغرافي تقابلها أكثر من 7,500,000 ميزة فريدة من نوعها. وجميع الميزات مصنفة في واحدة من تسعة فئات من المميزات، وكل فئة مقسمة إلى 645 رمزا مميزا. توضح أسماء الأماكن بمختلف اللغات، وتشمل البيانات المخزنة عرض جغرافي وطول جغرافي وارتفاع (جغرافيا) وعدد السكان والتقسيم الإداري والرموز البريدية. وجميع الإحداثيات تستخدم نظام جيوديسي (النظام الجيوديسي العالمي).
وكل تلك البيانات مجانية وفي متناول الجميع عن طريق عدد من خدمات الويب.

## وصلات خارجية
- الموقع الرسمي